# Carola Torres
Carola Torres (Motril, Granada, 1927 - Barcelona, 29 de diciembre de 2017) fue una artista plástica española que trabajaba los tapices.

## Biografía
Carola Torres Chasserot nació en la ciudad granadina de Motril en 1927. Su trabajo se centró en la producción de tapices desde perspectivas innovadoras. En 1954 contrajo matrimonio con el periodista de izquierdas, crítico de arte y comisario José María Moreno Galván, con quien tuvo dos hijos.
En 1980 se le concedió el Premio Nacional de Artes Plásticas, siendo la primera mujer en obtener dicho galardón.
Falleció el 29 de diciembre de 2017 en la ciudad de Barcelona, a la edad de 90 años.

## Obra
Su taller de tapices y alfombras fue un punto de encuentro con este medio para múltiples artistas como Antoni Tàpies, Eduardo Chillida, Antonio Saura, José Caballero, Josep Guinovart. Entre sus obras más conocidas se encuentran los diez tapices realizados a partir de los diseños de Antonio Saura en 1964.
Hacia el final de su vida, dispuso de un taller estable en el "Pueblo Español" de Barcelona.